# Matthias Morack

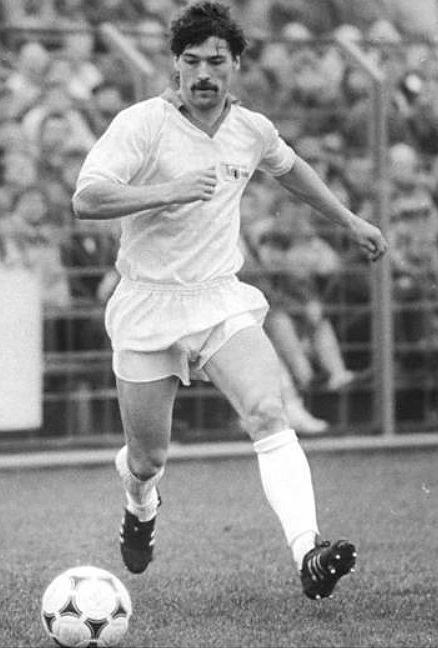
Matthias Morack 1988

Matthias Morack (* 13. Juli 1962) ist ein ehemaliger deutscher Fußballspieler. Für den 1. FC Union Berlin spielte er in der DDR-Oberliga, der höchsten Spielklasse des DDR-Fußball-Verbandes.

## Karriere
Morack begann seine Fußballkarriere mit zehn Jahren 1972 bei der Betriebssportgemeinschaft (BSG) Turbine Potsdam. Nachdem er für den Männerbereich spielberechtigt geworden war, spielte er für die BSG Turbine in der drittklassigen Bezirksliga. 1982 wechselte er für eine Saison zur BSG Stahl Brandenburg in die zweitklassige DDR-Liga. Anschließend spielte Morack vom Sommer 1983 bis zum Herbst 1986 für die BSG Motor Babelsberg, ebenfalls in der DDR-Liga. Als Verteidiger erkämpfte er sich dort einen Stammplatz.
Im Oktober 1986, nachdem Morack bereits sieben Punktspiele der neuen Saison für Babelsberg bestritten hatte, veranlasste der Oberligist 1. FC Union Berlin Moracks Wechsel zum Klub. Am 18. Oktober 1986 absolvierte Morack in der Partie 1. FC Union – FC Vorwärts Frankfurt (1:1) als rechter Verteidiger sein erstes Oberligaspiel. Danach wurde er bis zur Winterpause regelmäßig als Abwehrspieler eingesetzt, fiel danach aber verletzungsbedingt in der Rückrunde aus. Im Laufe der Saison 1987/88 entwickelte sich Morack auch bei Union zum Stammspieler und kam in dieser Spielzeit auf 20 Oberligaeinsätze. Nachdem er zu Beginn der Saison 1988/89 noch die ersten acht Punktspiele bestritten hatte, musste er im November 1988 seinen Wehrdienst antreten.
Diesen absolvierte er beim Fußballspitzenklub der DDR-Armeesportvereinigung, dem DDR-Ligisten FC Vorwärts Frankfurt (Oder). Für den FC Vorwärts spielte Morack bis zum Oktober 1989 16-mal in der zweiten Liga. Am 7. November 1989, zwei Tage vor der Öffnung der DDR-Grenzen, floh er mit seiner Frau über die Tschechoslowakei nach Bayern. Versuche, beim TSV München 1860 einen Vertrag zu bekommen, scheiterten, stattdessen spielte er arbeitslos beim Oberpfälzer Kreisligisten TSV Eslarn.
Im Februar 1990 kehrte Morack nach Berlin zurück und schloss sich wieder dem 1. FC Union an, der inzwischen in der DDR-Liga spielte. Er bestritt die restlichen 16 Punktspiele der Saison, 1990/91 spielte er 19-mal für Union in der neu bezeichneten NOFV-Liga. 1991/92 versuchte sich der nun über 30 Jahre alte Morack noch für eine Saison als Fußballprofi beim BSV Stahl Brandenburg in der 2. Bundesliga. Er kam dort jedoch über die Rolle des Ersatzspielers nicht hinaus, bestritt nur acht Punktspiele, von denen er nur bei vier Partien 90 Minuten lang spielte.
Als Freizeitfußballer spielte Morack anschließend bei den Brandenburger Vereinen SG Bornim, Babelsberg 03 und Werderaner FC. In Werder war er auch als Trainer tätig, bevor er 2006 als Nachwuchskoordinator zum 1. FFC Turbine Potsdam ging.

## Privates
Sein Sohn Rico (* 1988) ist ebenfalls Fußballprofi.